# اپی‌ژنوم

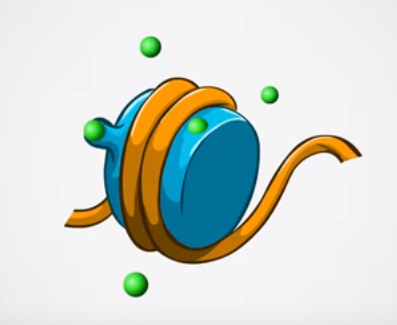
کارکرد رشته‌های دی‌ان‌ای (زرد) بستگی به شیوهٔ سازماندهی آن در پیرامون هیستون‌ها (آبی) که می‌توانند متیله شوند (سبز) تغییر می‌کند.

در زیست‌شناسی، اپی‌ژنوم (به انگلیسی: Epigenome) یک ارگانیسم، مجموعه‌ای از تغییرهای شیمیایی در دی‌ان‌ای و پروتئین‌های هیستونی آن است که بر زمان، مکان و شیوهٔ بیان دی‌ان‌ای تأثیر می‌گذارد. این تغییرها را می‌توان از طریق توارث اپی‌ژنتیکی فرانسلی به فرزندان ارگانیسم منتقل کرد. تغییرها در اپی‌ژنوم می‌تواند سبب تغییر در ساختار کروماتین و تغییر در کارکرد ژنوم شود. اپی‌ژنوم انسان، از جمله متیله‌شدن دی‌ان‌ای و اصلاح هیستون، از طریق تقسیم سلولی (هم میتوز و هم میوز) حفظ می‌شود. اپی‌ژنوم برای رشد طبیعی و تمایز سلولی ضروری است و سلول‌هایی با کد ژنتیکی یکسان می‌توانند تا کارکردهای متفاوتی را انجام دهند. اپی‌ژنوم انسان پویا است و می‌تواند تحت تأثیر عوامل محیطی مانند رژیم غذایی، استرس و سموم قرار گیرد.
نمایه‌های اپی‌ژنتیک بافت‌های انسانی تغییرهای هیستونی متمایز زیر را در نواحی مختلف عملکردی نشان می‌دهد:
| برانگیزنده‌های واکنشی (Active Promoters) | تقویت‌کننده‌های واکنشی (Active Enhancers) | اجسام ژنی رونویسی‌شده | مناطق خاموش |
| --------------------------------------- | --------------------------------------- | -------------------- | ----------- |
| H3K4me3                                 | H3K4me1                                 | H3K36me3             | H3K27me3    |
| H3K27ac                                 | H3K27ac                                 |                      | H3K9me3     |